# نمل محارب أسود الرأس
نمل محارب أسود الرأس (الاسم العلمي:Dorylus atriceps) هو نوع من النمل يتبع جنس النمل المحارب من أسرة النملاوات المحاربة.